# Take Command
Take Command — название, которое компания JP Software использовала в своих интерпретаторах командной строки с графическим интерфейсом (GUI) для Windows 3.1 (TC16), 32-разрядных версий Windows (TC32) и позже для OS/2 Presentation Manager (TCOS2). Они выпускались параллельно с версиями 4DOS 5.5, 4NT 2.5 и 4OS2 2.52. Продукты для OS/2 и Windows в 16-разрядных вариантах просуществовали до версии 2.02, их можно загрузить и сейчас с FTP-сайта JP Software.
Take Command сегодня — это интерпретатор командной строки для операционных систем семейства Microsoft Windows. Его преимущества перед стандартной командной оболочкой Windows такие же, как у 4DOS перед COMMAND.COM из поставки MS-DOS.
Начиная с версии 9, название Take Command относится ко всему пакету программ: TCI (командный интерфейс в вкладками) и 4NT. Разработка исходной версии Take Command прекращена. Компонент TCI теперь расширен: он включает диспетчер файлов, настраиваемые панели и ряд других окон, а 4NT переименован в TCC и помимо полной версии доступен в бесплатной «облегчённой» (TCC/LE).
В состав Take Command добавлены встроенные редактор и отладчик пакетных файлов, в командах реализован доступ к файлам по FTP и HTTP, доступ к сетевой файловой системе, интеграция с Active Scripting, команды мониторинга системы и управления службами Windows.

## Функциональность
Функциональные особенности программы:
- Алиасы (псевдонимы) команд
- Автозавершение в командной строке
- История команд
- Подстановка файлов / шаблоны
- Перенаправление и конвейеризация
- Прямой доступ к FTP, TFTP и HTTP
- Контекстно-зависимая справка
- Листинги каталогов с цветовым выделением
- Переменные функции
- Полная настройка под собственные нужды пользователя